# Brinnon (Washington)
Brinnon  est une census-designated place américaine de l'État de Washington dans le comté de Jefferson. 
La population était de 797 habitants en 2010.